# Caudanthera
Die Pflanzengattung Caudanthera gehört zur Unterfamilie der Seidenpflanzengewächse (Asclepiadoideae) in der Familie der Hundsgiftgewächse (Apocynaceae). Diese Gattung enthält vier sukkulente Arten.

## Beschreibung

### Vegetative Merkmale
Caudanthera-Arten wachsen als stammsukkulente ausdauernde Pflanzen. Die sukkulenten, 0,5 bis 1 cm breiten, blau-grünen bis hellgrünen, zylindrischen Sprossachsen sind glatt, besitzen vier gerundeten Kanten und erreichen Wuchshöhen von 10 bis zu 60 cm. Sie enthalten klaren Milchsaft. Die Wurzeln sind faserig. Caudanthera edulis bildet Rhizome aus.
Die zu 0,5 bis 1,2 cm langen, eiförmigen Schuppen reduzierten, sukkulenten Blätter fallen früh ab. Die Nebenblätter sind zu eiförmigen Drüsen umgewandelt.

### Blütenstände und Blüten
An den Internodien stehen entlang des oberen Bereiches der Sprossachse verzeilt viele einfache, pseudodoldige Blütenstände mit jeweils ein bis fünf Blüten. Die geruchlosen (Ausnahme unter den verwandten Gattungen) Blüten sind zwittrig, radiärsymmetrisch, fünfzählig mit einem doppelten Perianth. Die fünf freien Kelchblätter sind etwa so lang wie die Kronröhre und auf der Unterseite glatt. Die fünf 4 bis 8 mm langen, nicht fleischigen Kronblätter sind flächig bis glockenförmig nur an ihrer Basis oder zwischen einem bis zur Hälfte ihrer Länge verwachsen. Die Innenseite der Kronblätter ist cremefarben bis gelb, einfarbig oder rötlich gefleckt, glatt oder auf ihre ganzen Fläche einheitlich aufrecht behaart. Die Außenseite der Kronblätter ist grün. Das „Gynostegium“ ist bei Caudanthera edulis sitzend oder steht bei Caudanthera sinaica auf einem „Säulchen“. Die elfenbeinfarbene bis gelbe Nebenkrone ist in staminale und interstaminale Nebenkrone gegliedert und kann auf der Außenseite behaart sein. Die aufrechten Pollinien sind eiförmig oder ellipsoid. Es sind zwei glatte, freie, oberständige Fruchtblätter vorhanden. Der Narbenkopf ist weiß. Es wird Nektar gebildet.

### Früchte und Samen
Die paarig und aufrecht angeordneten Balgfrüchte sind hell-braun und purpurfarben gestreift oder gefleckt, glatt, schmal, ohne Kanten, mit einem Durchmesser von 6 bis 8 mm schlank und 5 bis 6 cm lang. Die hell-braunen, eiförmigen Samen besitzen am Rand Flügel und rein-weiße Flughaare.

### Chromosomenzahlen
Die Chromosomenzahlen betragen 2n = 22.

## Systematik und Verbreitung
Das Verbreitungsgebiet erstreckt sich von Afrika über die Arabische Halbinsel bis ins südwestliche Asien.
Die Gattung Caralluma R.Br. wurde 1995 von Darrel Charles Herbert Plowes in A reclassification of Caralluma R.Brown (Stapelieae: Asclepiadaceae). in Haseltonia, 3, 1995, S. 49–70 in acht Gattungen aufteilt und auf Seite 64 die Gattung Caudanthera Plowes mit nur zwei Arten und die Gattungen Cryptolluma Plowes und Spiralluma Plowes neu aufgestellt. Typusart ist Caudanthera sinaica (Decne.) Plowes. Ulrich Meve und Sigrid Liede-Schumann stellten 2002 die Arten der Gattungen Cryptolluma Plowes und Spiralluma Plowes zur Gattung Caudanthera, die dadurch auf drei Arten erweitert wurde. Durch Plowes kam 2013 mit Caudanthera baradii eine vierte Art hinzu.
Die Gattung Caudanthera gehört zur Subtribus Stapeliinae aus der Tribus Ceropegieae in der Unterfamilie Asclepiadoideae innerhalb der Familie der Apocynaceae.
Es gibt vier Caudanthera-Arten:
- Caudanthera baradii (Lavranos & L.E.Newton) Plowes: Sie kommt vom südwestlichen Saudi-Arabien bis zum nördlichen Jemen vor.[3]
- Caudanthera edulis (Edgew.) Meve & Liede (Syn.: Cryptolluma edulis (Edgew.) Plowes, Caralluma edulis (Edgew.) Benth., Boucerosia edulis Edgew.): Sie kommt von Niger bis zum nordöstlichen tropischen Afrika und von der Arabischen Halbinsel bis ins nordwestliche Indien vor.[3]
- Caudanthera mireillae (Lavranos) Plowes (Syn.: Spiralluma mouretii (A.Chev.) Plowes, Caralluma mireillae Lavranos, Caralluma edulis A.Chev.): Sie kommt nur in Dschibuti vor.[3]
- Caudanthera sinaica (Decne.) Plowes (Syn.: Boucerosia sinaica Decne.): Sie kommt im nordöstlichen Sudan und von Israel bis zur Sinaihalbinsel und zum nordwestlichen Saudi-Arabien vor.[3]